# Prenomi tahitiani
Questa è una lista di nomi comuni a Tahiti.
- Aata: il figlio felice della Luna (maschile o femminile)
- Aiata: la donna che mangia le nuvole (femminile)

## Nomi tahitiani maschili
- Aitu
- Amana
- Anapa
- Anui
- Apeau
- Arava
- Areiti
- Arenui
- Ari
- Ariie'
- Ariiheiva
- Ariitea
- Ariiura
- Arona
- Aumoana
- Autua
- Eperona
- Fa'atia
- Fano
- Fara
- Fatarau
- Fauvero
- Ha'afana
- Haunui
- Heimana
- Heiva
- Hina
- Hinaarii
- Hoanui
- Imirau
- Irima
- Maevarau
- Mana
- Manua
- Manuarii
- Manuhiri
- Marotea
- Marotini
- Matahi
- Moeava
- Mo'eore
- Naarii
- Naehu
- Natai
- Nato
- Nino
- Nohoarii
- Nunui
- Onati
- Orava
- Orirau
- Pae'a
- Pare
- Patea
- Peti
- Ponui
- Potini
- Puni
- Ra'anui
- Ra'aura
- Rahiti
- Ra'iarii
- Reia
- Ro'onui
- Tahitoa
- Tanui
- Tapunui
- Tauarii
- Taupo
- Taura'aatua
- Teanuhe
- Tehaamaru
- Tehare
- Tehina
- Teina
- Temana
- Temoana
- Tepeva
- Tereau
- Terepo
- Tereroa
- Terupe
- Teva
- Tevini
- Tiare
- Tini
- Tino
- Toanui
- Tuhiti
- Tuhiva
- Tunui
- Tutea
- Uinia
- Uinirau
- Uranui
- Uravini
- Vahitua
- Vaiiti
- Vairua
- Vana'a
- Vane
- Varuamana
- Vetea
- Vini'ura
- Viriho
- Viritua

## Nomi tahitiani femminili
- Ahu'ura
- Aiata
- Anata
- Aniata
- Anirau
- Anuata
- Aretemoe
- Aroti
- Auerii
- Averii
- Eeva
- Emiri
- Erina
- Erita
- Etera'
- Etetara
- Fa'anui
- Fa'atiarau
- Fateata
- Ha'amoe
- Hani
- Heimata
- Heirani
- Heipua
- Hereata
- Herenui
- Hinanui
- Hinatea
- Hinepotea
- Ina
- Iriata
- Itia
- Maeva
- Maerehia
- Mahinete
- Maire
- Mamanu
- Maraetinia
- Marae'ura
- Mareva
- Maruata
- Maruina
- Menahere
- Merehau
- Merenui
- Meretini
- Moe
- Moea
- Moeanu
- Moeata
- Moerani
- Moeti'a
- Moetu
- Mohea
- Nana
- Nanihi
- Nina
- Nu'utea
- Orama
- Orieta
- Poeura
- Po'ia
- Puaura
- Puatea
- Ra'ihau
- Ra'inui
- Ra'ipoia
- Ra'ita
- Ranitea
- Rarau
- Raunui
- Raurii
- Raute'a
- Rautini
- Rerenui
- Rovini
- Tahiata
- Taiana
- Taurua
- Tautiare
- Teeeva
- Tefetu
- Tehani
- Tehea
- Tepurotu
- Tera
- Teroro
- Tevai
- Tinirouru
- Titaua
- Tuianu
- Turouru
- Unutea
- Urarii
- U'upa
- Vaetua
- Vaiana
- Vaiani
- Vaianu
- Vaiata
- Vai'ata
- Vahine
- Vainui
- Vairea
- Vaite
- Vaitu
- Vanina
- Vatina
- Veraura

## Nomi tahitiani maschili/femminili
- Aata
- Afa'iau
- Aifa'
- Amata
- Ami
- Amura
- Arana
- Atea
- Ehuarii
- Enata'
- Etini
- Fareani
- Fareura
- Haeretua
- Heia
- Heimanu
- Hihiura
- Hitiura
- Hiva
- Hoani
- Ihoa
- Ioio
- Manaarii
- Manu
- Manui
- Manutea
- Matatini
- Moana
- Moehau
- Namata
- Nani
- Nara'i
- Oriata
- Pani
- Poema
- Puaiti
- Punarau
- Purotu
- Rereau
- Reva
- Rorotea
- Tahiri
- Teano
- Te'arere
- Teata
- Tehei
- Temanava
- Temarama
- Temaru
- Temoe
- Terenui
- Terito
- Tita
- Tuatini
- Tumata
- Uira
- Uraatua
- Vaea
- Vaitea
- Varuaarii
- Veroarii